# Ichiko the Best-One
Ichiko the Best-One è il primo album pubblicato dalla cantante j-pop Ichiko. Questo singolo è stato pubblicato il 4 febbraio 2009 e si tratta di un disco contenente una raccolta dei brani migliori dei singoli pubblicati fino a quell'anno, tutti utilizzati in serie anime o videogiochi. Il disco uscì nella sola edizione regolare (COCX-35374).

## Lista tracce
1. YOU'RE THE ONE
2. First Kiss
3. Koi no mahō (恋のマホウ?)
4. RISE
5. LOVE Imagination (LOVEイマジネーション?)
6. Waratte! (笑って!?)
7. We'd get there someday
8. Chikai (誓い?)
9. Sweet Angel
10. I SAY YES
11. Treasure
12. RISE Re-mix version
13. First kiss Re-mix version